# Eduroam
eduroam (acronimo di EDUcation ROAMing) è un servizio internazionale di roaming per persone che lavorano nella ricerca e nell'istruzione superiore. 
Fornisce a ricercatori, insegnanti e studenti accesso facile e sicuro alla rete quando visitano istituzioni diverse da quella in cui lavorano. L'autenticazione degli utenti è eseguita dalla loro istituzione di origine, usando le stesse credenziali fornite da essa, mentre l'autorizzazione all'accesso a Internet e ad altre risorse è gestita dall'istituzione ospite. Non è richiesto alcun pagamento per l'utilizzo di eduroam. Il servizio è fornito a livello locale dalle istituzioni partecipanti (università, istituti di ricerca ecc.), mentre a livello nazionale è organizzato dagli operatori del paese. A livello globale, il servizio eduroam è gestito da TERENA, che è anche proprietaria del marchio eduroam. In alcuni paesi l'accesso ad Internet con eduroam è disponibile in altri luoghi oltre alle istituzioni partecipanti, come biblioteche, edifici pubblici, stazioni ferroviarie e aeroporti.

## Storia
Il progetto è stato avviato nel 2002 quando si ebbe l'idea di combinare un'infrastruttura basata su RADIUS con la tecnologia IEEE 802.1x per fornire accesso ad Internet in roaming sulle reti degli enti di istruzione e di ricerca. All'inizio hanno aderito al servizio istituzioni olandesi, tedesche, finlandesi, portoghesi, croate e britanniche; in seguito altre istituzioni europee si sono unite all'infrastruttura, che è stata quindi chiamata “eduroam”. A partire dal 2004 l'Unione europea ha sovvenzionato i lavori di ricerca e sviluppo del servizio eduroam attraverso i progetti GN2 e GN3. Dal settembre 2007 l'UE finanzia anche la manutenzione e il mantenimento dell'operatività del servizio a livello europeo.
Il primo paese non europeo ad unirsi al progetto è stata l'Australia, nel dicembre 2004. In Canada il servizio eduroam è stato avviato su iniziativa dell'Università della Columbia Britannica ed è gestito da CANARIE, un'organizzazione pubblica. Negli Stati Uniti eduroam è stato avviato inizialmente in collaborazione tra la National Science Foundation e l'Università del Tennessee; nel 2012 il consorzio Internet2 ha annunciato che integrerà in eduroam il suo servizio NET+.

## Descrizione
Il servizio eduroam usa lo standard IEEE 802.1x come metodo di autenticazione e un sistema gerarchico di server RADIUS. La gerarchia consiste nei server RADIUS delle istituzioni partecipanti, i server RADIUS nazionali degli operatori di roaming nazionali e i server RADIUS regionali delle diverse regioni del mondo. Quando l'utente A dell'istituzione B nella nazione C con dominio di primo livello nazionale xy visita l'istituzione P nella nazione Q, il dispositivo mobile di A presenta le sue credenziali al server RADIUS dell'istituzione P. Il server scopre di non essere responsabile per l'istituzione B.xy e inoltra la richiesta di accesso al server RADIUS nazionale del paese Q. Se C e Q non sono la stessa nazione, la richiesta viene girata al server RADIUS regionale e quindi a quello nazionale del paese C, il quale ha una lista completa delle istituzioni che partecipano a eduroam in quella nazione. Il server nazionale invia le credenziali all'istituzione di origine B, dove vengono controllate. Il riconoscimento torna indietro attraverso la gerarchia dei server fino all'istituzione visitata P e l'utente è autorizzato ad accedere alla rete.
Poiché le credenziali dell'utente viaggiano attraverso un certo numero di server intermedi, non tutti sotto il controllo dell'istituzione di origine dell'utente, è importante che le credenziali siano protette. Questo requisito limita i metodi di autenticazione che possono essere utilizzati. In particolare, esistono due categorie di metodi di autenticazione adatti: quelli che utilizzano le credenziali in un meccanismo a chiave pubblica con certificati e quelli che applicano un'autenticazione a tunneling. La maggior parte delle istituzioni usano il metodo di autenticazione a tunneling, che richiede solo certificati server. Questi certificati sono usati per costruire un tunnel sicuro tra il dispositivo mobile e il server di autenticazione, attraverso il quale le credenziali vengono trasmesse in modo sicuro.
Il sistema si complica se l'istituzione di origine dell'utente non usa un dominio di primo livello di due lettere, ma uno generico come .edu o .org: in questo caso non è possibile stabilire a quale server RADIUS nazionale deve essere inoltrata la richiesta. Questi domini, perciò, non sono possono essere utilizzati nel roaming internazionale. Per risolvere questo problema, vengono create delle eccezioni nelle tabelle internazionali del protocollo RADIUS; tuttavia questa soluzione può dare problemi dal momento che il numero di eccezioni è in continuo aumento. Diverse altre soluzioni sono state proposte per superare questo inconveniente in futuro.

## Diffusione nel mondo
eduroam è disponibile nei paesi dove un operatore nazionale di roaming ha stipulato una dichiarazione di conformità. Tra parentesi è indicato il fornitore della rete per la ricerca in ogni nazione partecipante. In Belgio Belnet usa la tecnologia eduroam per fornire un servizio simile all'amministrazione pubblica belga con il nome “govroam”. Un servizio simile è stato lanciato nell'ottobre 2013 anche nei Paesi Bassi.

### Europa
eduroam è disponibile nei seguenti paesi, che sono membri del consorzio del progetto GN3: Austria (ACOnet), Belgio (Belnet), Bulgaria (BREN), Croazia (CARNet), Cipro (CYNET), Danimarca (NORDUnet), Estonia (EENet), Finlandia (NORDUnet), Francia (Renater), Germania (DFN), Grecia (GRNET), Islanda (NORDUnet), Irlanda (HEAnet), Italia (GARR), Lettonia (SigmaNet), Lituania (LITNET), Lussemburgo (RESTENA), Macedonia (MARNET), Malta (Università di Malta), Montenegro (MREN), Norvegia (NORDUnet), Paesi Bassi (SURFnet), Polonia (PIONIER), Portogallo (FCCN), Regno Unito (JANET), Repubblica Ceca (CESNET), Romania (RoEduNet), Serbia (AMRES), Slovacchia (SANET), Slovenia (ARNES), Spagna (RedIRIS), Svezia (NORDUnet), Svizzera (SWITCH), Turchia (ULAKBIM) e Ungheria (NIIFI).
In aggiunta vi sono tre paesi che sono membri associati del consorzio del progetto GN3, ma non hanno diritto di voto all'interno della confederazione europea eduroam: Bielorussia (Accademia nazionale delle scienze di Bielorussia), Moldavia (RENAM) e Russia (Accademia russa delle scienze).
Infine altri cinque paesi non collaborano al progetto GN3 ma si sono unite alla confederazione europea eduroam: Andorra (Università di Andorra), Armenia (ASNET-AM), Azerbaigian (AzScienceNet), Kazakistan (KazRENA) e Kirghizistan (KRENA).
I server RADIUS regionali per l'Europa sono gestiti da SURFnet e Forskningsnettet.

### Asia e Oceania
eduroam è disponibile nei seguenti paesi: Australia (AARNet), Corea del Sud (KREONET), Giappone (Istituto nazionale di informatica), Hong Kong (Harnet), India (ERNET), Israele (IUCC), Macao (Università di Macao), Malesia (Universiti Putra Malaysia), Nuova Zelanda (KAREN), Taiwan (Ministero dell'educazione), Thailandia (UniNet) e Singapore (SingAREN).
I server RADIUS regionali per l'Asia e l'Oceania sono gestiti da AARNet e l'Università di Hong Kong.

### America Settentrionale
eduroam è disponibile in Canada (CANARIE) e negli Stati Uniti (Internet2).

### America Centrale e Meridionale
eduroam è disponibile in Argentina (Innova-RED), Brasile (RNP), Cile (REUNA), Colombia (RENATA), Costa Rica (RedCONARE), Ecuador (CEDIA), Messico (CUDI) e Perù (RAAP).

### Africa
eduroam è disponibile in Kenya (KENET), Marocco (MARWAN) e Sudafrica (TENET).